# Klingenberg am Main
Klingenberg am Main (ufficialmente: Klingenberg a.Main) è una città tedesca di 6 310 abitanti, situata nel land della Baviera.
La città è costituita dai quartieri di Klingenberg (centro), Trennfurt e Röllfeld. I villaggi Trennfurt e Röllfeld furono incorporati nel 1976.
Nel II secolo, i Romani costruirono un forte a Trennfurt, che apparteneva al Limes germanico-retico. La città di Klingenberg è menzionata per la prima volta nel 1276. A quel tempo, la città era sotto il dominio dei Signori di Clingenburg, un castello sopra la città. Nel 1504, la città divenne proprietà del Elettorato di Magonza, poi diventa bavarese nel 1814.
Tra le aziende più importanti ha sede la multinazionale WIKA, leader nella produzione di strumentazione per la misura di pressione, temperatura, livello e portata.